# Tropical Heat
Tropical Heat (originele titel: Sweating Bullets) was een Canadese detectiveserie die begin jaren negentig op de Nederlandse televisie te zien was. De verhalen spelen zich af op het fictieve eiland Key Maryah dat onderdeel uitmaakt van de Florida Keys.
Nick Slaughter is een pivedetective voor wie elke vrouw valt. Zijn secretaresse, Silvie, is op zoek naar een serieuze relatie maar heeft alleen succes bij de plaatselijke lijkschouwer.

## Cast
- Rob Stewart als Nick Slaughter
- Carolyn Dunn als Silvie Girard
- John David Bland als Ian Stewart (1991–92)
- Ian Tracey als Spider Garvin (1992–93)
- Eugene Clark als Ollie Porter  (1991)
- Pedro Armendáriz Jr. als poltiecommissaris Carillo (1991–92)

## Trivia
- De opnames vonden tussen 1991 en 1993 plaats op locaties in Puerto Vallarta (Mexico), Eilat (Israël), Mauritius en Pretoria (Zuid-Afrika).